# DR Весов
DR Весов (лат. DR Librae) — одиночная переменная звезда в созвездии Весов на расстоянии (вычисленном из значения параллакса) приблизительно 12502 световых лет (около 3833 парсеков) от Солнца. Видимая звёздная величина звезды — от +15,5m до +14m.

## Характеристики
DR Весов — пульсирующая переменная звезда типа RR Лиры (RR).